# Korobciîne, Nosivka
Korobciîne (în ucraineană Коробчине) este un sat în comuna Cervoni Partîzanî din raionul Nosivka, regiunea Cernihiv, Ucraina.

## Demografie
Componența lingvistică a localității Korobciîne
     Ucraineană (100%)
Conform recensământului din 2001, toată populația localității Korobciîne era vorbitoare de ucraineană (100%).